# Dystrykt metropolitalny

Mapa Anglii z zaznaczonymi na czerwono dystryktami metropolitalnymi

Dystrykt metropolitalny (metropolitan district) – występująca w Anglii jednostka podziału administracyjnego, tylko na terenie hrabstw metropolitalnych. W hrabstwach tych jest to zwykle najniższy szczebel samorządu terytorialnego (niekiedy tworzone są jednostki pomocnicze, tak zwane civil parishes).
Jednostki tego typu mogą dodatkowo posiadać honorowy tytuł borough (metropolitan borough; w praktyce posiadają go wszystkie dystrykty metropolitalne) lub city.
Instytucja dystryktów metropolitalnych wzorowana jest na gminach Wielkiego Londynu (London borough). Od 1986 dzierżą one niemal całość władzy przewidzianej w brytyjskim systemie politycznym dla samorządów. W przeciwieństwie do dystryktów niemetropolitalnych, tego rodzaju jednostki obejmują przeważnie albo jedno – zwykle dość duże – miasto, albo zwartą część aglomeracji, i z tego powodu na ich terenie z zasady nie powołuje się niższego szczebla samorządu (oprócz civil parishes). Obecnie w całej Anglii istnieje 36 takich dystryktów, zgrupowanych w sześciu hrabstwach. 
Najważniejszym organem dystryktu jest jego rada (borough council), wybierana w wyborach powszechnych. Egzekutywę tworzy przewodniczący rady (leader of the council) oraz powoływany przez niego zarząd (cabinet). Na czele dystryktów o statusie borough zasiada burmistrz (mayor) wybierany przez radę miejską lub w wyborach bezpośrednich. W pierwszym przypadku jest to stanowisko o charakterze honorowym, a w drugim rzeczywista funkcja z uprawnieniami.
Do najbardziej znanych dystryktów metropolitalnych należą Manchester, Birmingham i Liverpool.